# Logitech
Logitech International SA (SIX: LOGN, NASDAQ: LOGI) este un furnizor global de periferice pentru calculatoare personale și alte platforme digitale cu sediul în comuna Romanel-sur-Morges, Elveția.
Compania dezvoltă și comercializează produse precum dispozitive periferice pentru PC-uri, inclusiv tastaturi, mausuri, microfoane, controloare de jocuri și camere tip webcam.
Logitech produce, de asemenea, și boxe de calculator, căști fără fir, dispozitive audio, precum și dispozitive audio pentru playere MP3 și telefoane mobile.
În anul 2004 compania a avut o cotă de piață de 38 % din totalul webcam-uri vândute la nivel global.

## Logitech în România
Compania este prezentă și în România unde a avut vânzări de 8 milioane de euro în 2007.